# Exécutions capitales en 2008 aux États-Unis
| Criminel                 | Âge | Date         | Résumé | État            | Gouverneur                   |
| ------------------------ | --- | ------------ | --- | --------------- | ---------------------------- |
| William Earl Lynd        | 53  | 5 mai        | Peu avant Noël en 1988, il tire sur sa petite amie Ginger Moore (26 ans) durant une dispute. Toujours consciente, elle sort et il tire de nouveau puis la place dans le coffre de la voiture. En conduisant il l'entend gémir et s'arrête pour l'achever. Plus tard il brûle son corps dans l'Ohio et assassine Leslie Joan Sharkey (42 ans) qui l'avait dénoncé à la police. | Géorgie         | Comité des grâces de Géorgie |
| Earl Wesley Berry        | 49  | 21 mai       | Après l'avoir enlevée pour la violer, bat à mort Mary Bound en 1987. Il souffrirait de désordres mentaux, la Justice et le Gouverneur ont considéré qu'il était accessible à la sanction pénale. L'époux veuf de Mary Bound avait précédemment été scandalisé par la suspension de son exécution en octobre 2007 à laquelle il comptait assister. | Mississippi     | Haley Barbour                |
| Kevin Green              | 31  | 27 mai       | Prémédite le meurtre d'un couple d'épiciers pour les dévaliser, la femme meurt et l'homme survit, il témoignera contre lui. Son quotient intellectuel serait inférieur en 70, ce qui interdit la possibilité d'une exécution. Mais une Cour d'appel fédérale jugea que le fait qu'il ait eu un travail avant le crime le rend accessible à la peine de mort. | Virginie        | Tim Kaine                    |
| Curtis Osborne           | 37  | 4 juin       | Tue Linda Lisa Seaborne et Arthur Jones en 1990 pour raisons financières. Clamant son innocence, l'ancien président Jimmy Carter lui a apporté son soutien. Le comité des grâces de Géorgie avait pourtant gracié un autre condamné dont l'exécution était prévue peu avant Osborne, mais cet homme, Samuel David Crowe avait reconnu les faits et demandait pardon, il était considéré comme un modèle de réhabilitation par les gardiens du couloir de la mort. | Georgie         | Comité des grâces de Géorgie |
| Karl Eugene Chamberlain  | 37  | 11 juin      | Après avoir violé et torturé Felecia Prechtl (29 ans) chez elle, il la tue avec une arme à feu en 1991. Son fils qui avait 5 ans à l'époque a découvert le corps dénudé dans la salle de bain. Sa mère cria que les États-Unis sont « fascistes » en réaction à son exécution. Chamberlain avait notamment un site internet. Son dernier repas fut faramineux. | Texas           | Rick Perry                   |
| Terry Lyn Short          | 47  | 17 juin      | Assassine à l'aide d'une bombe à essence Ken Yamamoto (22 ans) qui mourut brûlé à l'hôpital. | Oklahoma        | Brad Henry                   |
| James Earl Reed          | 49  | 20 juin      | Chaise électrique-Il avait voulu assurer lui-même sa défense, étant accusé du meurtre des parents de son ex-petite amie. Le procureur a déclaré ensuite ne pas être surpris du choix de Reed de ne pas être exécuté par injection létale. | Caroline du sud | Mark Sanford                 |
| Robert Yarbrough         | 30  | 25 juin      | En dévalisant une boutique, il décapite avec un canif un homme âgé de 77 ans qui travaillait là depuis plus de 50 ans. | Virginie        | Tim Kaine                    |
| Mark Dean Schwab (en)    | 40  | 1er juillet  | Après avoir été emprisonné pour un viol sur mineur : il enlève, viole, torture et tue Junny Rios-Martinez (11 ans). Son affaire fut à l'origine d'un durcissement de la législation contre les pédophiles en Floride (adoption de la loi "Martinez"). Une première suspension d'exécution obtenue en novembre 2007 scandalisa la famille Martinez qui s'était rendue au pénitencier avec des tee-shirts floqués de la photo de Junny pour assister à l'exécution.. | Floride         | Charlie Crist                |
| Carlton Turner           | 29  | 10 juillet   | Tue ses parents adoptifs en 1998. Il se servira de leur carte de crédit après leur décès. | Texas           | Rick Perry                   |
| Kent Jermaine Jackson    | 26  | 10 juillet   | Meurtre et viol en 2000 de Beulah Mae Kaiser, 79 ans. | Virginie        | Tim Kaine                    |
| Dale Leo Bishop          | 34  | 23 juillet   | Complice de l'agression de Marcus James Gentry (22 ans), le meurtrier a été condamné à la prison à vie plus tard. Bishop appellera à voter pour Barack Obama lors de sa dernière déclaration, affirmant que « lui et son équipe préparent en coulisse la fin de la peine de mort ». | Mississippi     | Haley Barbour                |
| Derrick Sonnier          | 40  | 23 juillet   | Tua Melody Flowers et son fils de 2 ans en 1991. La famille des victimes fut auparavant traumatisée par une suspension de l'exécution en juin. | Texas           | Rick Perry                   |
| Christopher Scott Emmett | 36  | 24 juillet   | Assassine John F. Langley, son collègue de travail dans un hôtel avec une lampe alors qu'il dormait. Il lui volera 100 $ avec lesquels il achètera de la cocaïne pour sa consommation personnelle. | Virginie        | Tim Kaine                    |
| Larry Donnell Davis      | 41  | 31 juillet   | Dirigea une bande organisée qui battit à mort Michael Barrow (26 ans). | Texas           | Rick Perry                   |
| Jose Medellin            | 33  | 5 août       | Un ressortissant mexicain qui a tué et violé Elizabeth Pena (16 ans) et Jennifer Ertman (14 ans) avec une bande organisée. Il n'a bénéficié d'une assistance consulaire qu'après son procès lors des appels, la Justice internationale et Ban Ki-moon avaient revendiqué que son exécution soit suspendue, en vain. Le président Bush avait ordonné à la justice texane de se plier aux demandes internationales, mais la Cour suprême a jugé par 6 voix contre 3 que seul le Congrès qui se réunit en septembre avait ce pouvoir. Les familles de victimes très engagées pour la peine de mort ont été parmi les raisons qui ont poussé à la défiance le Texas, elles avaient notamment ouvert un site internet . | Texas           | Rick Perry                   |
| Heliberto Chi            | 30  | 7 août       | Tue durant le braquage d'un magasin de vêtements un homme de 56 ans et en blesse une autre de 18 ans. Il s'agissait également d'un ressortissant étranger (Honduras). | Texas           | Rick Perry                   |
| Leon Dorsey              | 32  | 12 août      | Assassina deux employés d'un magasin de vidéos de 26 et 20 ans lors d'un braquage pour un butin de 392 $. Il sera identifié en 1998 alors qu’il purgeait une peine de 60 ans de réclusion pour le meurtre d’une femme de 51 ans au cours d’un autre vol. "Je dirais honnêtement que Leon (Dorsey) doit être l’être le plus vil contre lequel j’ai requis la peine de mort", a déclaré à la presse locale un ancien substitut du procureur du comté de Dallas, Tobby Shook. Placé sous haute sécurité, "réservée aux détenus les plus agressifs et belliqueux", il a commis 95 infractions pendant son séjour dans le couloir de la mort, dont une un mois avant son exécution. .                                   | Texas           | Rick Perry                   |
| Michael Rodriguez        | 45  | 14 août      | Membre d'un groupe de sept prisonniers évadés (les "Texas seven") qui avaient tué un policier en course, Rodriguez avait volontairement mis fin à ses appels préférant l'exécution à l'attente. Les six autres coupables se trouvent toujours dans le couloir de la mort. Près de 150 policiers texans sont allés à la prison en mémoire de leur collègue. | Texas           | Rick Perry                   |
| Jack Alderman            | 57  | 16 septembre | Assassina sa femme en 1974 pour toucher 20 000 $ en prime d'assurance, il s'agissait du plus ancien condamné à mort encore incarcéré. Le comité des grâces avait d'abord refusé d'entendre l'affaire, puis un juge a décrété que l'exécution serait suspendue jusqu'à ce que le comité prenne une décision, il s'est ensuite réuni 6-7 heures avant l'exécution pour finalement rejeter la grâce. Cette exécution est jugée de mauvais augure pour Troy Davis | Georgie         | Comité des grâces de Géorgie |
| William Murray           | 39  | 17 septembre | Viol et strangulation d'une nonagénaire durant un de ses divers cambriolages destinés à financer sa consommation de drogue. Il vola 10 $ dans la maison de la vieille femme après sa mort. | Texas           | Rick Perry                   |
| Richard Henyard          | 34  | 23 septembre | Meurtre de deux petites filles de 7 et 3 ans en 1993 et viol de leur mère à l'agonie. | Floride         | Charlie Crist                |
| Jessie Cummings          | 52  | 25 septembre | Un polygame assassin de sa nièce de 11 ans à l'époque. | Oklahoma        | Brad Henry                   |
| Richard Cooey            | 41  | 14 octobre   | Meurtre et viol de deux étudiantes en 1986. L'exécution fut médiatisée car Cooey plaidait qu'il ne pourrait être exécuté humainement à cause de corpulence. Aucune juridiction n'accéda à sa requête. | Ohio            | Ted Strickland               |
| Alvin Kelly              | 57  | 14 octobre   | Assassinat de trois personnes dont un bébé d'un an et demi en 1984. | Texas           | Rick Perry                   |
| Kevin Watts              | 27  | 16 octobre   | Condamné à mort pour meurtres, enlèvement et agression sexuelle dans un restaurant asiatique en 2002. Les jurés n’ont pas considéré son lourd passé comme justifiant la commutation en prison à vie. Watts s'était fait remarquer pour avoir agressé verbalement le juge lors de la fixation de sa date d'exécution, obligeant à l'enchaîner et à le masquer. | Texas           | Rick Perry                   |
| Joseph Ray Ries          | 29  | 21 octobre   | Meurtre d'un homme de 64 ans. | Texas           | Rick Perry                   |
| Eric Nenno               | 47  | 28 octobre   | Viol et meurtre d'une fillette de 7 ans en 1995. | Texas           | Rick Perry                   |